# Astrohamma
Astrohamma is een geslacht van slangsterren uit de familie Gorgonocephalidae.

## Soorten
- Astrohamma tuberculatum (Koehler, 1923)